# Plavín štítnatý

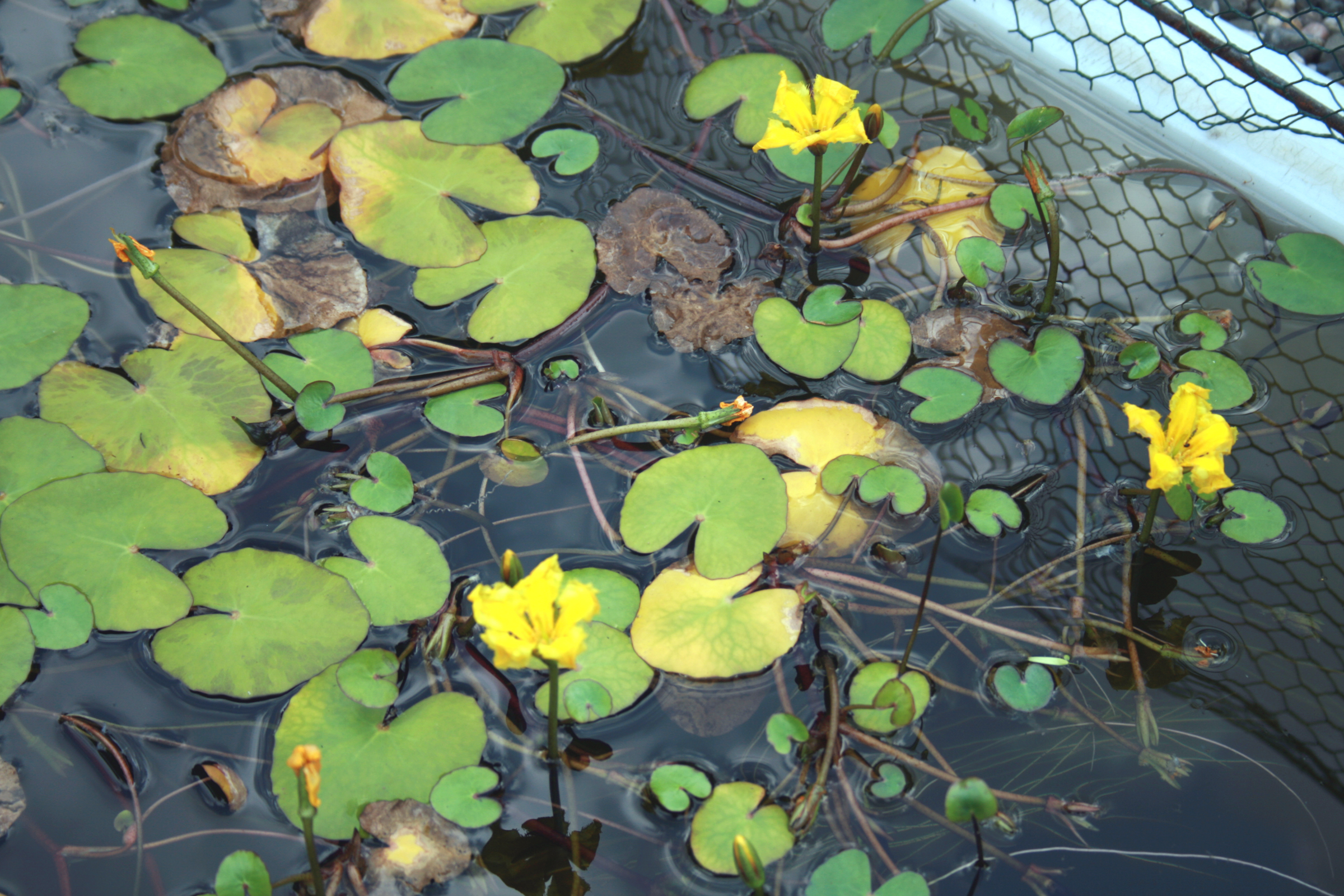
Změť lodyh plavínu štítnatého

Plavín štítnatý (Nymphoides peltata), někdy také nazývaný plavín leknínovitý, je vytrvalá sladkovodní bylina z čeledi vachtovitých, rostoucí ve stojatých nebo mírně tekoucích vodách.

## Rozšíření
Je to rostlina boreálního (mírně studeného) klimatu. Pochází z Eurasie a je rozšířena v Evropě hlavně v západní a jižní a ostrůvkovitě ve střední a východní, v Asii v severních částech Indie a Ruska a v jižních oblastech Číny a Japonska. Druhotně je zavlečena na východ i západ Spojených států.
V České republice z volné přírody postupně mizí, vyskytuje se velice vzácně, nachází se pouze na osmi lokalitách v jihovýchodních, jižních a východních Čechách, v okolí Ostravy, na Hané a jižní Moravě.

## Popis
Je to vodní rostlina připomínající na prvý pohled leknín. V bahně ukotvený kořen je silně rozvětvený. Vyrůstají z něho oddenky, které se v uzlinách s adventivními kořeny silně větví na lodyhy ponořené těsně pod hladinou; ty se vzájemně proplétají, opět vytvářejí uzliny a dále se větví. Pokud uzlina zakoření v bahně, vytvoří se další kořen. Rostliny společně vytvářejí tzv. plovoucí rohož, v níž je obtížné definovat jedince.
Z některých uzlin vyrůstají stvoly s kožovitými listy, splývajícími na vodě, a stopky květů. Listy s dlouhými řapíky vyrůstají vstřícně nebo ve tří až čtyřčetných přeslenech. Čepele mají celistvé, srdčitě okrouhlé až široce vejčitě okrouhlé, nahoře lesklé, tmavě zelené, dole šedozelené nebo nachové.
Květy s nestejně dlouhými stopkami vyrůstající ve svazečcích po 2 až 5 z úžlabí listů rozkvétají nad hladinou. Pětičetný kalich má cípy dlouze kopinaté. Pět zlatožlutých obvejčitých korunních lístků s širokým vystouplým pruhem je na okraji brvitých. Tyčinek v květu je pět a jsou nitkami srostlé s korunou. Svrchní semeník má různě dlouhé čnělky, heterostylie pro zamezení samoopylení.
Vykvétá v červnu až srpnu, po odkvětu se květ stahuje pod vodu. Jeho stopka se ohýbá a kališní lístky se stahují, uzavírají oplodněný semeník. Dozraje v jednopouzdrou pukající vejčitou tobolku s mnoha plochými semeny opatřenými háčky, které se zachycují na peří ptáků nebo vydrží dlouho plavat po hladině. Rostlina se také úspěšně množí vegetativně z ulomených oddenků.

## Přírodní podmínky
Plavín štítnatý roste ve stojatých vodách rybníků, slepých říčních ramen a tůní nebo v pomalu tekoucích vodách řek s hladinou vody od 20 do 140 cm. Snáší pomalé změny ve výšce hladiny i vysychání (např. letnění rybníků), pak je schopen na bahnitém substrátu vytvořit i pozemní formu rostliny, která většinou nekvete. Nejlépe mu vyhovuje na živiny bohatá voda v kombinaci s tvrdším dnem, do kterého může zapustit kořeny, a tím se ochránit před vyrytím rybami.

## Ohrožený druh
Plavín štítnatý je v ČR hodnocen jako kriticky ohrožený druh (C1t). Chráněným druhem je mj. v Německu, Polsku, na Slovensku i Ukrajině.
Historicky se plavín štítnatý v Česku nacházel zhruba v 80 lokalitách, v současnosti je k nalezení jen na 8 místech. Mezi negativní vlivy, které mají za následek téměř vymizení druhu, patří především zavedení intenzivního chovu ryb. Kapr ze dna vyrývá zakořeněné oddenky a nepůvodní býložravci amur černý i amur bílý žerou přímo rostliny. Plavín štítnatý požírají také kachny a labutě.
Tam, kde se plavínu štítnatému daří tak dobře, že zaroste velkou plochu, jeho listy zastíní vodní hladinu, čímž se sníží koncentrace kyslíku ve vodě, což má za následek úhyn ryb i dalších vodních živočichů. Proto je rybáři považován za plevel a v takovém případě se přistupuje k částečnému skosení porostů.

## Invazní druh
V některých oblastech, jako například ve Spojených státech, je plavín štítnatý naopak považován za invazní druh, a v některých dokonce za „zakázaný“.
Do USA se rozšířil pravděpodobně jako dovezená rostlina pro okrasné vodní nádrže, odkud pronikl do velkých jezer, bažin, rybníků i pomalých říčních toků a při nedostatku přirozených nepřátel se místně velice rozšířil. Škodí jednak intenzivním zastiňováním vodní hladiny a vytlačováním původní flóry a dále hustou spletí lodyh a listů, která brání plavbě.